# Коттон, Оскар
Оскар Нильс Коттон (швед. Oskar Nils Cotton; род. 18 февраля 2006) — шведский футболист, защитник «Броммапойкарны».

## Клубная карьера
Футболом начал заниматься в «Броммапойкарне». Затем вместе с семьёй переехал в датский Копенгаген, где занимался в местном клубе «Б-93». В 2022 году вернулся в «Броммапойкарну», где присоеднился к юношеской команде. В январе 2025 года подписал с клубом первый профессиональный контракт. Первую игру за главную команду провёл 1 марта в матче группового этапа кубка страны с «Эльфсборгом». 29 марта во встрече первого круга с «Хеккеном» дебютировал в чемпионате Швеции, заменив на 81-й минуте Хлинюра Карлссона.

## Клубная статистика
| Выступление      | Выступление      | Выступление      | Лига | Лига | Кубки | Кубки | Конт. кубки | Конт. кубки | Итого | Итого |
| Клуб             | Лига             | Сезон            | Игры | Голы | Игры  | Голы  | Игры        | Голы        | Игры  | Голы  |
| ---------------- | ---------------- | ---------------- | ---- | ---- | ----- | ----- | ----------- | ----------- | ----- | ----- |
| Броммапойкарна   | Алльсвенскан     | 2025             | 2    | 0    | 1     | 0     | 0           | 0           | 3     | 0     |
| Броммапойкарна   | Итого            | Итого            | 2    | 0    | 1     | 0     | 0           | 0           | 3     | 0     |
| Всего за карьеру | Всего за карьеру | Всего за карьеру | 2    | 0    | 1     | 0     | 0           | 0           | 3     | 0     |